# شرعوية متحررة
الشرعوية المتحررة في السياسة والقانون هو الاعتقاد أنه يجب تقييد السياسة وتحديدها بالأطر القانونية والدستورية. ويطلق عليها أحيانا الدستورية القانونية أو بالقانونية الليبرالية. وهذا النظام مطبق في الولايات المتحدة الأمريكية وألمانيا حيث تطبق السياسة الدستورية. بينما في بريطانيا، فيتم تطبيق الشرعوية المتحررة عن طريق البرلمان.
وفقا لوغلين، فإن هدف الشرعوية الليبرالية هوحصر نطاق السياسة بإطار الشرعية القانونية. فبينما اللشرعوية الأميركية تلتزم الدستور والقضاء كأداة لمراقبة وشرعنة العمل السياسي، يرى أدام تومكينز بأن هذه النظام قد يتأثر بانتظار قرارات المحكمة التي تتأخر قبل أن يتمكنوا من التصرف; لأن هذه العملية يمكن أن تستغرق سنوات بل منذ عقود أن يحدث المحكمة عادة ما تكون بطيئة في القانون.  لذلك، يفضل توومكينز النظام البرلماني مثل الذي يطبق في بريطانيا ويعتبرها «أكثر ملاءمة وأكثر فعالية» فيمن النظام الأمريكي.
ومع ذلك، يحارج المعترضون على هذا النظام بأن السياسين يتجاهلون القيود القانونية لتحقيق مكاسب سياسية، مثلما قام به الرئيسين جورج بوش وباراك أوباما حين تجاهلوا تطبيق قانون الحرب العام الإميريكي.